# Полтавская
Полта́вская — станица в Краснодарском крае. Административный центр и крупнейший населённый пункт Красноармейского района. Образует МО Полтавское сельское поселение.

## География
Станица расположена на берегах Полтавского ерика. Эта река задолго до образования станицы называлась «Сухая Ангалы»(«Ангалы» в пер. с др. тюркского — «имеющий мать», а река «Ангалы» сегодня имеет иное название — «Ангелинский ерик»), течет в границах дельты Кубани, в 65 км северо-западнее Краснодара, в 12 км севернее Славянска-на-Кубани. Окружена рисовыми чеками. Общая площадь станицы — 17 км².
Железнодорожная станция Полтавская на ветке Крымск — Тимашёвск.

## История
Основанное в 1794 году Полтавское куренное селение является одним из первых сорока поселений черноморских казаков на Кубани (см. Кубанские казаки). Название перенесено с одноимённого куреня Запорожской Сечи, названного в свою очередь по городу Полтаве.
В 1932 г. Полтавская стала одной из станиц, поставленных за «саботаж» на «черные доски позора». От голода умерли сотни станичников.
В декабре 1932 года было полностью выселено на Урал всё население станицы Полтавской. На их место поселены семьи демобилизованных красноармейцев, выходцев из Центральной России и Белоруссии. Станица получила другое имя — Красноармейская. В 1994 году станице было возвращено историческое имя.

В годы Великой Отечественной войны рядом со станицей располагался военный аэродром ст. Красноармейская, получивший название по ближайшему населённому пункту. Прикрытие района обеспечивал 508-й отдельный зенитный артиллерийский дивизион (508 озадн РГК).

Памятник первым переселенцам станицы Полтавской – черноморскому казаку и казачке
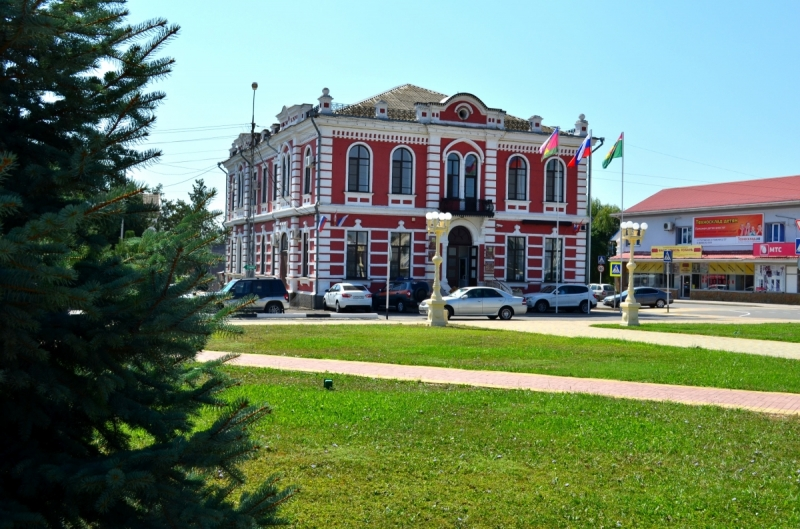
Центр станицы Полтавской
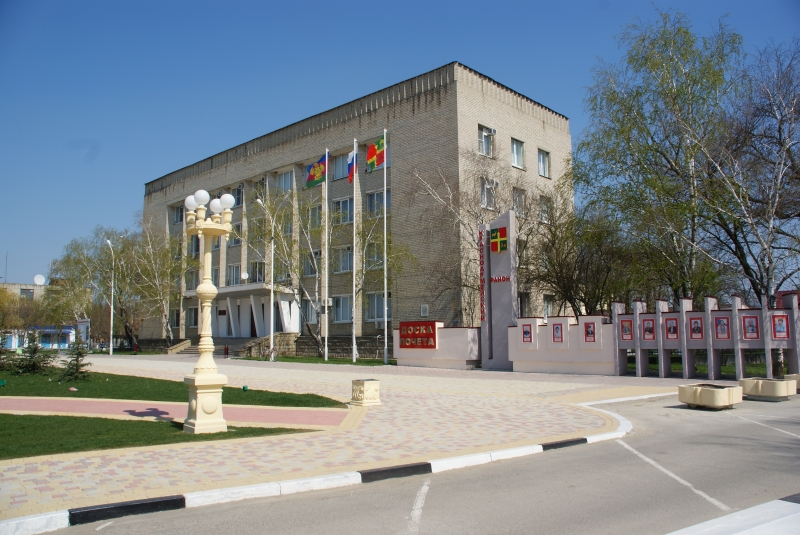
Администрация муниципального образования Красноармейский район
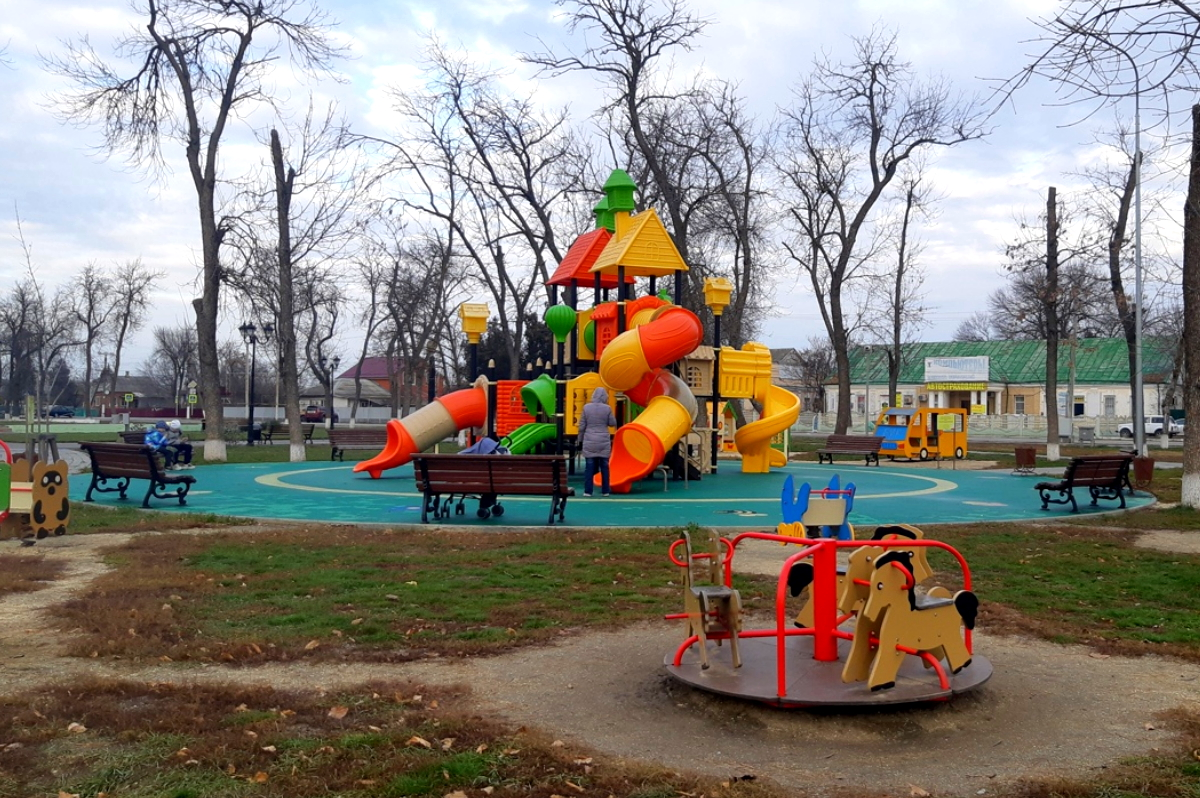
Центральный парк станицы Полтавской

## Население
| 1939    | 1959    | 1970    | 1979    | 1989    | 2002    | 2010    |
| ------- | ------- | ------- | ------- | ------- | ------- | ------- |
| 14 387  | ↘13 594 | ↗18 269 | ↗21 785 | ↗23 788 | ↗28 639 | ↘26 490 |
| 2012    | 2013    | 2014    | 2015    | 2016    | 2017    | 2018    |
| ↗26 601 | ↘26 549 | ↗26 631 | ↘26 590 | ↗26 627 | ↘26 626 | ↘26 520 |
| 2019    | 2020    | 2021    | 2023    |         |         |         |
| ↘26 422 | ↘26 365 | ↘24 164 | ↘23 850 |         |         |         |

По национальному составу, большинство населения — русские.

## Спорт
В станице базируется мотобольный клуб «Кировец».

## Экология
Свалка в станице Полтавской.

## Известные уроженцы
- Михайлов, Адриан Фёдорович (1853−1929) — русский революционер, народник.
- Овсянников, Анатолий Иванович (1936−1979) — советский журналист-международник.
- Пода, Павел Андрианович (1908−1943) — Герой Советского Союза.